# Shaka

Eine zeitgenössische Darstellung des Zulu-Königs Shaka. Stich aus dem Jahre 1824

Shaka (* um 1787 in der Nähe des heutigen Ortes Melmoth im späteren Natal; † 22. September 1828 in KwaDukuza, beides im heutigen Südafrika; auch Shaka Zulu, Tsjaka Zulu oder  Shaka ka Senzangakhona, d. h. „Shaka, Sohn des Senzangakhona“) war ein König der Zulu. Unter seine Herrschaft fiel der Aufstieg der Zulu von einem kleinen Clan zu einem mächtigen Volk mit Macht über einen großen Teil des Gebiets des heutigen Südafrikas. Seinem Erfolg bei der militärischen Überwindung seiner Feinde und seinem Geschick bei der Eingliederung der Unterworfenen verdankt Shaka den Ruf eines der herausragenden Könige der Zulu.

## Leben

### Frühe Jahre
Shaka war der außereheliche älteste Sohn von Häuptling Senzangakhona ka Jama und Nandi, einer Tochter eines früheren Häuptlings des Stammes der Langeni. Sein Name kommt vom Zulu-Wort iShaka, einem Käfer, der für Unregelmäßigkeiten des weiblichen Zyklus verantwortlich gemacht wurde. Dieser Name verweist auf seine uneheliche Herkunft: Er wurde versehentlich beim Brauch des Uku-Hlobonga gezeugt, einer Art Petting, die eine sozial akzeptierte Form des sexuellen Umgangs junger Leute darstellte. Von seinem Vater verleugnet, verbrachte Shaka seine ersten sechs Lebensjahre in dessen Kraal, wo er von anderen gehänselt wurde. Nach dem traditionellen Tieropfer eines Schafes durften er und seine Mutter zu den Langeni zurückkehren, wo sie jedoch auch nicht willkommen waren. Shaka vergaß diese Behandlung nicht und übte später schreckliche Vergeltung. Schließlich fanden die beiden Unterschlupf bei Nandis Tante, die dem emDletsheni-Clan angehörte, der vom mächtigen Stamm der Mthethwa und ihrem alternden König Jobe beherrscht wurde. Der Nachfolger Jobes war sein Sohn Dingiswayo (Godongwane).
Als Shaka 23 Jahre alt war, wurde seine iNtanga (Altersgruppe) ins iziCwe-Regiment eingefügt, wo Shaka sechs Jahre lang als Krieger diente und sich durch besonderen Mut auszeichnete, so dass er schließlich in den Rang eines Kriegsführers aufstieg. Bereits zu diesem Zeitpunkt war sein Ruf als Krieger legendär; seine Beinamen waren „Besieger der Tausend“ und „Zier der Regimenter“. Dingiswayo hatte aus dem Exil, in das er als Strafe für einen gescheiterten Putsch gegen seinen Vater geschickt worden war, neue Konzepte der militärischen Organisation mitgebracht, insbesondere das Impi (Regiment) und die Befehlskette. Bis zu jener Zeit waren die meisten Kämpfe ausgetragen worden, um Streitigkeiten zu entscheiden. Die neuen Techniken änderten die Situation dramatisch – die erstarkten Armeen lösten neben anderen Ursachen das Mfecane aus, das in Eroberungen, Flüchtlingsbewegungen und daraus resultierenden verheerenden Gegenschlägen bestand. Shaka verbesserte die militärischen Techniken sowohl während seiner Dienstzeit unter Dingiswayo als auch später, um seine eigene Macht unter den Zulu auszuweiten.

### Rückkehr zu den Zulu
Nach dem Tode Senzangakonas half Dingiswayo Shaka, seinen Bruder Siguyana zu besiegen und 1816 die Führung über die abakwaZulu zu übernehmen, den Stamm seines Vaters. Seine erste Handlung war die Rache an den Feinden seiner Kindheit, von denen er viele pfählen ließ. Die Langeni, die ihm und seiner Mutter nicht geholfen hatten, erlitten das gleiche Schicksal. Shaka errichtete einen neuen Königskraal, den kwaBulawayo („Stätte des Tötens“). Zu dieser Zeit war Shaka Herr über etwa 1.500 Stammesangehörige, von denen etwa 400 Männer die Armee bildeten. Das Stammesgebiet umfasste etwa 15 Quadratkilometer. Später, auf dem Höhepunkt seiner Macht, herrschte Shaka über 250.000 Menschen und dominierte ein Gebiet von 2.000 Kilometern Durchmesser.
Bei seiner Rückkehr erkannte er Dingiswayo und die Vorherrschaft der Mthethwa noch an, doch schon ein Jahr darauf verriet er Dingiswayo an dessen Erzfeind Zwide, den König des Ndwandwe-Clans aus dem Norden, der Dingiswayo tötete und die Herrschaft der Mthethwa zerschlug. Von Shakas Teile-und-herrsche-Strategie profitierte der kleine Zulu-Clan, der Anstalten machte, das Machtvakuum zu füllen.
Shaka versuchte, mit den nun verstreuten Mthethwa und den Qwabe ein Bündnis gegen Zwide zu schließen. Als die Qwabe ablehnten, sammelte Shaka seine Truppen und besiegte die Qwabe am Ende des Jahres 1817. Shaka zielte darauf ab, diejenigen, die er nicht assimilieren konnte, zu vernichten. Dieses Schicksal erlitten in kurzer Zeit etwa 60 Stämme. Bald hatte Shaka sein Herrschaftsgebiet auf halb Südost-Afrika ausgedehnt.

### Bürgerkrieg
Die erste große Schlacht gegen Zwide von den Ndwandwe war die Schlacht am Gqokli-Hügel, auf Shakas Territorium. Dank meisterlicher Taktik gewann er den Kampf, obwohl die feindliche Streitmacht doppelt so groß war wie seine eigene. Seine Armee war jedoch zu klein, um den Ndwandwe eine entscheidende Niederlage beizubringen.
Danach blieben diese Shakas Hauptfeind, und in Erwartung des nächsten Angriffs ließ er Vorräte anlegen. Da er wusste, dass in der traditionellen Kriegführung der Haupt-Kraal angezündet wurde, um die Verteidiger auszuschalten, achtete er darauf, dass die Nahrung so gelagert wurde, dass sie im Notfall verlegt werden konnte.
Im folgenden Jahr griff Zwide abermals an, musste aber nach einer fruchtlosen Suche nach Shakas Hauptstreitmacht und Verlusten durch verheerende Attacken wieder nach Norden abziehen. Der südafrikanische Historiker Ernest Augustus Ritter beschreibt, wie Shaka vom Heerlager, das er in einem Wald aufgeschlagen hatte, Saboteure ausschickte, um den Feind zu unterwandern. Die Parole lautete „Bist du Ndwandwe?“, worauf die Antwort „Ja, ich bin der echte Ndwandwe“ folgte. Mitten in der Nacht erstachen die Spione die neben ihnen Liegenden und erhoben ein Geschrei, dass es den Kriegern der Ndwandwe unheimlich wurde, sie Lagerfeuer entzündeten und die Nacht durchwachten, nachdem die Saboteure das Lager mit der Behauptung, sie hätten einen Zauberer auf einer Hyäne durch den Wald reiten sehen, verlassen hatten.
In der Schlacht am Mhlatuze griff Shaka Zwides Armee mitten beim Übersetzen an, so dass die feindliche Streitmacht effektiv geteilt war und Zwide unterlag. Darauf eilten die Zulu zum Königskraal der Feinde, erhoben ihre Siegesgesänge und unterwarfen die überraschten Ndwandwe.

### Mfecane – das Zerquetschen
Die gesteigerte militärische Effizienz führte dazu, dass immer mehr Clans in das Zulu-Imperium eingegliedert wurden, während andere Stämme abwanderten, um außerhalb der Reichweite der Armeen Shakas zu sein. Der Effekt dieser massenhaften Migrationen, der als Mfecane bekannt geworden ist, führte dazu, dass beispielsweise das heutige Volk der amaNdebele im weit entfernten Simbabwe seine Abstammung von Mzilikazi herleitet, einem der Generäle Shakas, der während eines Feldzuges zu geringe Tributzahlungen an Shaka abgeführt hatte. Die schlechte Verfassung solcher Flüchtlingsclans machte es den Briten und den Voortrekkers leicht, sie zu unterjochen. So begünstigte Mfecane indirekt den Kolonialismus, der später in den Zulukrieg mündete.

### Tod und Nachfolge
Als Shakas Mutter Nandi nach einer Krankheit starb, ließ Shaka 7.000 seiner Untertanen hinrichten und verordnete ein drei Monate langes Hungern zum Zeichen der Trauer. Dies schwächte seine Macht über die Zulu und gab seinen Gegnern Auftrieb. Shaka wurde von seinem Halbbruder und direkten Nachfolger Dingane mit Unterstützung seines Induna (Beraters) erstochen.
Erst Shakas Nachfolger trugen den militärischen Konflikt mit den Kolonialmächten aus. Im späten 19. Jahrhundert waren die Zulu eines der wenigen afrikanischen Völker, die sich zeitweise gegen die Britische Armee behaupten konnten (siehe Zulukrieg). Da Shaka Nachkommen stets als potenzielle Rivalen um die Macht betrachtet hatte, hinterließ er keine Kinder. Er hatte zwar einen Harem von etwa 1.500 Frauen, aber diese waren hauptsächlich als Tauschobjekte oder Geschenke für andere Häuptlinge bestimmt. Das Fortbestehen der Blutlinie wurde durch seinen Halbbruder und späteren Nachfolger Mpande und den Induna Ndlela kaSompisi gesichert.

## Shakas militärische Revolution
Shaka übernahm das militärische System, das Dingiswayo eingeführt hatte. Shaka war unzufrieden mit der Verwendung des Assegai, eines traditionellen Wurfspießes, von denen die Zulukrieger jeweils drei trugen – er sah keinen Sinn darin, eine Waffe fortzuwerfen, und hielt dies außerdem für einen Akt der Feigheit. Ernest Augustus Ritter schreibt, Shaka habe inkognito die Schmiede des Stammes besucht, die am Rande der Gesellschaft standen, da die Zulu glaubten, sie benutzten menschliches Körperfett für ihre Arbeit. Er bat sie, ihm eine neue Waffe zu entwerfen – den Iklwa, einen kurzen Stoßspeer mit einer langen Klinge als Spitze. Der Name ist eine Nachahmung des Geräusches, das beim Eindringen und Herausziehen der Waffe aus dem Körper entsteht. Shaka führte auch einen größeren, schwereren Schild aus Kuhhaut ein, der dazu gebraucht wurde, den Schild des Gegners zur Seite zu stoßen, um einen tödlichen Speerstich anzubringen. An der Waffe musste nach der Schlacht Blut kleben, sonst drohte dem betreffenden Krieger der Vorwurf der Feigheit.
Die Streitmacht Shakas, die nun in eigenen Kriegerkraals untergebracht war, zeichnete sich durch Disziplin und Nahkampfstärke aus. Als erster Häuptling führte er militärisches Training und sogar Uniformen ein. Um seine Männer abzuhärten, schaffte Shaka die Ledersandalen ab und ließ sie barfuß kämpfen. Shakas Soldaten konnten an einem einzigen Tag über 80 Kilometer zurücklegen und so ihre Gegner überraschen. Er verbot seinen Soldaten unter Strafe den Geschlechtsverkehr und nahm selbst Sechsjährige als Udibi (Krieger-Lehrlinge) auf, die Proviant und Waffen trugen, bis sie selbst der kämpfenden Truppe beitreten konnten.
Vor Shaka war die südafrikanische Kriegsführung von Massenangriffen und dem Einsatz von Wurfspeeren geprägt. Ausgeklügelte Manöver waren unbekannt. Shaka änderte dies durch die Einführung seiner berühmt gewordenen Kampftaktiken, die er von Dingiswayo übernommen und weiterentwickelt hatte. Die Impi wurden in vier Gruppen geteilt, die während der Schlacht eine Ordnung einnahmen, die die Form eines Stierkopfes hatte. Die kampfstärkste Gruppe bildete dabei den Isifuba (Brustkorb) und griff den Feind frontal an. Die zweite und dritte Gruppe bildeten die „Hörner“ (Izimpondo), die gleichzeitig die Gegner mit einer Kreisbewegung umzingelten, um Flucht oder Rückzug zu verhindern. Die letzte Gruppe bildete die Reserve. Shaka selbst beobachtete die Schlachtordnung von einem erhöhten Ort aus und ließ Befehle an die Kämpfergruppen von Boten überbringen.
Shakas Strategie im Einsatz dieser Taktiken war einfach: Seine ersten Angriffe zielten auf kleinere Horden und Clans, die leichte Opfer waren. Dann stellte er die Überlebenden vor die Wahl, zu seinen Streitkräften überzulaufen oder getötet zu werden. Diejenigen, die sich zum Übertritt entschlossen, mussten ihren alten Stammesbindungen entsagen. Sie wurden zu Zulu, erhielten eine Ausbildung in den neuen Kampftechniken und wurden in die Regimenter integriert. Versagen oder das Zeigen von Furcht waren Shaka verhasst und konnten mit dem Tode bestraft werden; Krieger, die negativ aufgefallen waren, wurden bei der Rückkehr am Königskraal aus den Reihen gezerrt und durch Schläge oder das Brechen des Genicks getötet. Andererseits wurden siegreiche Regimenter bei der Heimkehr ausgezeichnet, beispielsweise durch die Erlaubnis zu heiraten.
Shaka machte die südafrikanische Kriegführung, die vorher stark ritualisiert und auf minimalen Verlust von Menschenleben ausgerichtet war, zu einem Instrument der Unterjochung durch brutales Gemetzel. Schätzungen sprechen von bis zu einer Million Opfern seiner Kriege. Auch ein halbes Jahrhundert nach Shakas Tod waren seine Taktiken noch bei den Zulu in Gebrauch, was seinen Ruf als einflussreichster afrikanischer Militärführer untermauert. Außerdem gilt er als Begründer des Gedankens einer Zulu-Nation.
Obwohl Shaka bereits Kontakt mit Europäern vom Britischen Empire gehabt hatte, starb er, bevor es zu einer militärischen Auseinandersetzung mit den fremden Soldaten mit ihren Steinschlossgewehren kam. Er hatte den Briten sogar Land überschrieben, nachdem diese ihn 1824 nach einer Verwundung medizinisch versorgt hatten.

## Rezeption
Shaka ist eine der bekanntesten Figuren aus der afrikanischen Geschichte. Für die Zulu bleibt er ein Nationalheld: In jedem September feiern sie den „König-Shaka-Tag“, der mit einer Zeremonie am Denkmal nahe Shakas Sterbeort in KwaDukuza begangen wird. In der Ideologie der Inkatha, einer südafrikanischen Zulu-Bewegung, nimmt er als Gründer der Nation eine zentrale Rolle ein.
Shaka erscheint als zentrale Figur im Roman Nada the Lily (1892; deutsch „Nada, die Lilie“) von Henry Rider Haggard. Gegenstand ist die tragische Liebe von Umslopogaas, einem illegitimen Sohn Shakas, zu Nada, der schönsten unter den Frauen der Zulu.
1986 entstand die erste von zwei Staffeln der Fernsehserie Shaka Zulu, die auf dem gleichnamigen Roman von Joshua Sinclair basiert, der seinerseits auf die mündlich überlieferte Geschichte der Zulu zurückgriff. Die Serie war umstritten, weil sie an südafrikanischen Schauplätzen gedreht worden war, während das damalige Apartheidregime noch weltweit boykottiert wurde. Shaka Zulu wurde in Deutschland 1986 vom ZDF ausgestrahlt, 1996 vom Berliner Lokalsender Puls TV und seit 2002 mehrmals auf Premiere Serie.
Shaka Zulu ist auch der Titel einer LP, die 1987 von Ladysmith Black Mambazo aufgenommen und von Paul Simon produziert wurde.
Der zweiteilige Spielfilm Shaka Zulu – The Citadel (auf Deutsch erschienen unter dem Titel Der Krieger – Shaka Zulu) mit David Hasselhoff, Grace Jones und Omar Sharif, eine Regiearbeit von Joshua Sinclair, erschien 2001 auf Video. Er ist nur locker an historische Fakten angelehnt; seine Handlung ist weitgehend frei erfunden.
In den sechs Teilen der Computerspiel-Reihe Sid Meier’s Civilization sowie im Konsolenableger Civilization Revolution sind die Zulu unter Shaka eine der spielbaren Zivilisationen.
Die Geschichte des Shaka ka Senzangakhona inspirierte auch den südafrikanischen Automobilhersteller Advanced Automotive Design, welcher den Namen Shaka als Marke eintragen ließ. Etablierte Fahrzeuge unter dem Markennamen sind der Roadster Shaka Nynya und das Sportcoupé Shaka Giotto.
In der afrikanischen Literatur wurde das Motiv des Shaka-Mythos wiederholt aufgegriffen. Eine frühe Romanveröffentlichung in Subsahara-Afrika war Thomas Mofolos Chaka Zulu. Weitere bekannte Autoren, die den Shaka-Mythos rezipierten, waren u. a. Léopold Sédar Senghor (Senegal), Seydou Badian Kouyaté (Mali), Djibril Tamsir Niane (Guinea), Tchicaya U Tam’si (Kongo), Marouba Fall (Senegal) und Agbota Zinsou (Togo).